# Pro Vision
Провижн је била једна од првих приватних дистрибутерских кућа основана 1990. године из видео радионице ЛЕО.
Баве се продукцијом и дистрибуцијом филмова у биоскопима, телевизији и на ДВД.
До сада су објавили преко 1000 наслова захваљујући уговорима са најпознатијим продуцентским кућама као што су Мирамакс, Еуропа филм, Lions Gate, Summit, Icon; у сарадњи с бројним независним продуцентским кућама.
Њихова маркетиншка кампања се заснива на формирању укуса публике широм земље. Истраживања их убрајају међу прве 3 најјаче дистрибутерске куће у земљи.
Поред дистрибуције страних филмова Провижн је дао допринос развоју домаће кинематографије као копродуцент и дистрибутер домаћих наслова као што су: Јуриш на скупштину, Секула невино оптужен, Дезертер и Трећа срећа (ову комедију у биоскопима је видело око 100.000 гледалаца у Србији).
Године 2004. Провижн купује филмско предузеће Унион филм и у периоду од 2005. до 2009. су издали ДВД филмове домаће продукције а из њиховог каталога, као што су:
- Позоришна веза
- серијал Луде године
- Шећерна водица
- Држање за ваздух
- Секула и његове жене
- Ортаци
- Пејзажи у магли итд.

Године 2015. Провижн и Унион филм се уједињују у јединствено филмско предузеће Fox Vision, које наставља традицију ова два преузећа.

## Филмографија
- 1992: Јуриш на скупштину
- 1992: Секула невино оптужен
- 1992: Дезертер
- 1995: Трећа срећа